# Xbox Series X e Series S
Xbox Series X e Xbox Series S (collettivamente Xbox Series X/S) sono console per videogiochi prodotte da Microsoft. Annunciate come successori di Xbox One durante l'E3 2019 sotto il nome di "Project Scarlett", sono state commercializzate in tutto il mondo a partire dal 10 novembre 2020.
Le console fanno parte della quarta generazione della famiglia Xbox. Xbox Series X dispone di un hardware di fascia più alta e supporta una risoluzione video fino a 8K, insieme a un frame rate più elevato fino a 120 fps, ray tracing, Dolby Vision e tempi di caricamento ridotti grazie ad un'unità a stato solido ad alta velocità. La meno costosa Xbox Series S utilizza la stessa CPU ma ha una GPU meno potente, meno memoria interna ed è sprovvista di un lettore per i dischi (pertanto è possibile utilizzare i videogiochi nel solo formato digitale, a meno che non si faccia un trasferimento su rete). 
Entrambe le console sono compatibili con i giochi, i controller e gli accessori ufficiali (ad eccezione del Kinect) supportati da Xbox One, inclusi molti giochi per Xbox 360 e alcuni appartenenti alla prima Xbox. Il supporto di retrocompatibilità riduce anche i tempi di lettura e migliora il colore tramite HDR. Il metodo Heutchy viene utilizzato per portare vari titoli a 1440p su Xbox Series S e 4K su Xbox Series X. L'FPS Boost aumenta il frame rate nei giochi delle precedenti generazioni di Xbox.
Come parte di un programma di Microsoft chiamato Smart Delivery, molti giochi della generazione precedente presentano una grafica aggiornata alla Series X/S senza costi aggiuntivi. Le console sono anche compatibili con il servizio di abbonamento di gioco Xbox Game Pass, nonché con il cloud gaming.
Fanno parte della nona generazione di console insieme a PlayStation 5 e Nintendo Switch 2.

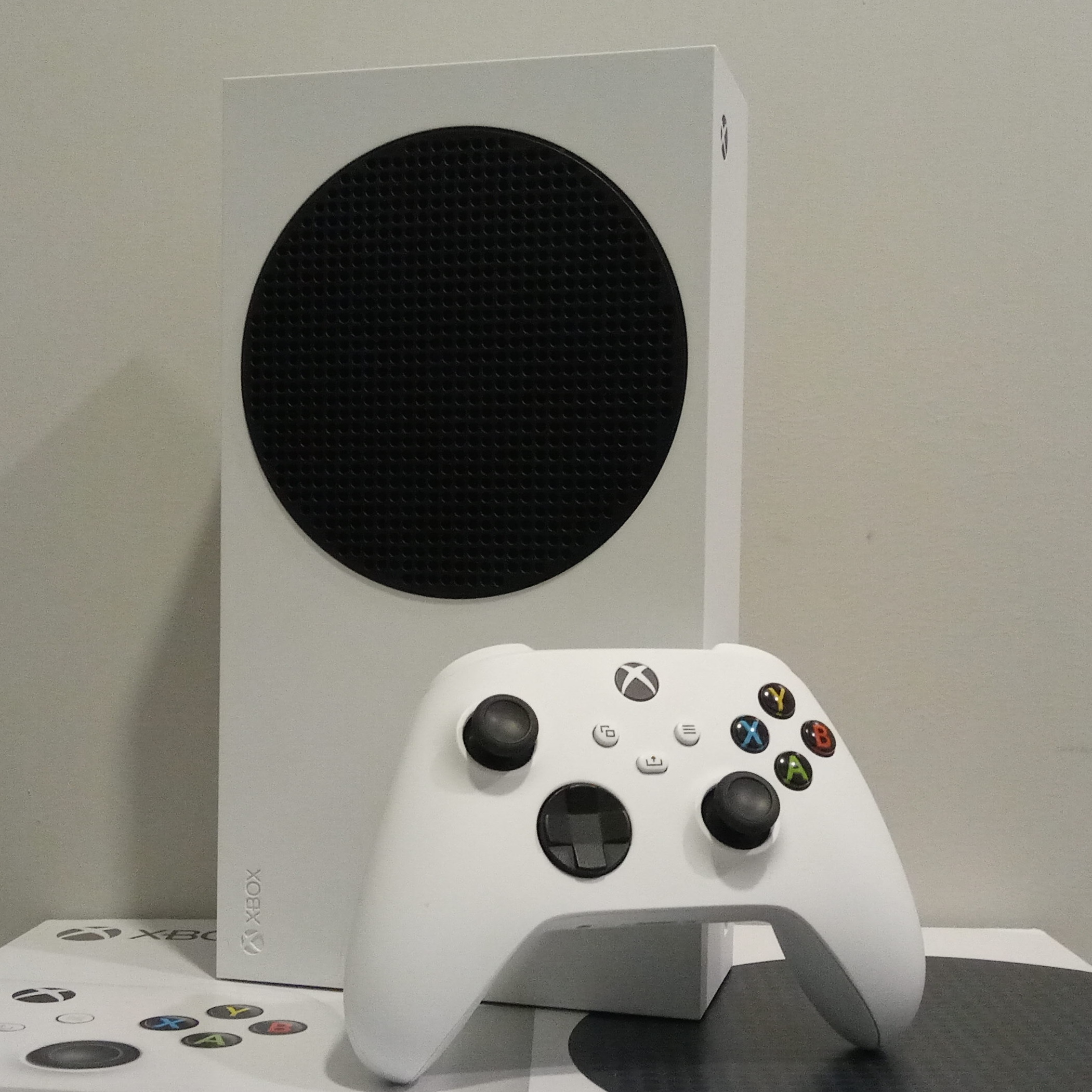
Xbox Series S

## Storia
Le prime voci su un nuovo hardware Xbox iniziarono a circolare dal giugno del 2018 tramite Phil Spencer che dichiarò di essere «profondamente coinvolto nell'architettura delle prossime console Xbox». Tali dichiarazioni portarono a credere che si trattasse di una famiglia di dispositivi con il nome in codice "Scarlett", inclusa una versione a basso costo seguendo uno schema simile a quanto avvenuto con Xbox One, con grande enfasi sullo streaming di gioco e sulla compatibilità con le versioni precedenti. A marzo 2019 ulteriori voci portarono a speculazioni riguardo due console della famiglia Scarlett, una con il nome in codice "Anaconda" e l'altra a basso costo identificata come "Lockhart".
Microsoft ha confermato Project Scarlett alla conferenza stampa dell'E3 2019, affermando di voler effettuare una transizione "morbida" da Xbox One a Scarlett, affermando che quest'ultima sarebbe stata retrocompatibile con quasi tutti i giochi e la maggior parte degli hardware delle generazioni precedenti del brand. Durante una presentazione ai The Game Awards 2019, Microsoft ha rivelato ufficialmente il design di Scarlett e il suo nome, Xbox Series X, seguendo quanto fatto con Xbox One X, è stata mantenuta tale dicitura "X" allo scopo di indicare la "massima" (maXimum) esperienza prestazionale dell'unità.Durante l'annuncio venne rivelata la data di uscita prevista per fine 2020. Dopo l'evento, un portavoce di Microsoft ha dichiarato che Series X costituiva la quarta generazione di Xbox.
Microsoft ha pianificato di entrare nei dettagli delle specifiche hardware e dei giochi sia alla Game Developers Conference (GDC) del 2020 sia all'E3 2020, ma entrambi gli eventi sono stati annullati a causa della pandemia di COVID-19. Microsoft ha quindi programmato delle presentazioni online, specifiche dettagliate sono state presentate da Microsoft, Digital Foundry e Austin Evans di Overclock Media il 16 marzo 2020. A partire da maggio e fino al lancio, Microsoft ha pianificato eventi digitali aggiuntivi su Xbox Series X e sui suoi giochi, con un Xbox Games Showcase il 23 luglio 2020 in cui venivano presentati principalmente giochi degli Xbox Game Studios.
Il 16 luglio 2020 Microsoft ha annunciato di aver terminato la produzione di Xbox One X e della versione All Digital di Xbox One S in preparazione dei nuovi prodotti.
Nel 2020, grazie a una partnership tra Microsoft e Younited Credit, viene lanciato prima in Francia e poi in Italia nel 2021- tramite il rivenditore GameStop - il programma Xbox All Access.
Nel 2023 venne messo in vendita un accessorio consistente in uno schermo LCD con altoparlanti incorporati, che se abbinato alla console "Series S" la rendeva portatile, in modo analogo all'accessorio prodotto nel 2002 per PSOne.

## Hardware

Il marchio che indica se un gioco è ottimizzato per la Series X

Quando il team Xbox di Microsoft, intorno al 2016, ha iniziato a lavorare al successore di Xbox One, aveva già previsto la necessità di realizzare due versioni di console simili alle già citate Xbox One X e S per soddisfare le esigenze delle diverse fette di mercato. Sviluppando insieme entrambe le unità, sarebbero stati in grado di assicurare la riproduzione dei giochi sviluppati su entrambi i sistemi senza eccezioni. Come da tradizione con i precedenti progetti Xbox, alla Series S è stato dato il nome in codice basato su una città: "Project Lockhart", come l'omonima città in Texas, che secondo Alan Greenberg era conosciuta come «la piccola città dal grande cuore».
L'obiettivo principale della Series X era raddoppiare almeno le prestazioni grafiche di Xbox One X in termini di FLOPS e aumentare di quattro volte le prestazioni della CPU, pur mantenendo le stesse prestazioni acustiche della console. Al momento della raccolta dei dati sui requisiti di alimentazione per soddisfare queste specifiche, gli ingegneri hanno visto che avrebbero assorbito una grande quantità di potenza interna (circa 315 W) e avrebbero generato una quantità significativa di calore.
Ciò ha portato alla decisione di suddividere i componenti su due circuiti stampati separati; uno che ospita CPU e GPU, memoria e regolatori di alimentazione e una seconda scheda che funge da scheda southbridge per funzioni di input/output (I/O) più lente. Le schede montate sui lati opposti di un telaio in alluminio hanno contribuito a creare canali d'aria per il raffreddamento. I componenti rimanenti – il dissipatore di calore, la schermatura elettrica, l'alimentatore, l'unità ottica e la ventola di raffreddamento – sono stati quindi disposti in modo simile a Tetris, in modo da ottenere, secondo il designer principale Chris Kujawski, una struttura a torre e avere al contempo una console di forma compatta. Per soddisfare il fattore acustico, il sistema include numerosi sensori per il controllo della velocità della ventola, mentre la grande parte superiore aperta era necessaria per assicurare un buon flusso d'aria attraverso il sistema. Sebbene alcuni elementi come l'unità ottica, i requisiti del flusso d'aria e le dimensioni del dissipatore di calore fissassero determinate dimensioni nella forma complessiva, erano soddisfatti di essere in grado di ottenere un ingombro a parallelepipedo del sistema.

### Xbox Series S 2023
È una nuova versione dalla colorazione nera (carbon black) e SSD da 1 TB per l'archiviazione interna, la cui messa in commercio è avvenuta il 1º settembre 2023.

## Caratteristiche tecniche

### Xbox Series X
Di seguito l'elenco delle principali caratteristiche tecniche della console:
- CPU
  - 8x Core @3.8 GHz (3,66 GHz con SMT)
  - Custom Ryzen Zen 2
  - 16 Thread
- Graphics processing unit
  - AMD Radeon™ su architettura grafica RDNA 2 personalizzata
  - 3328 Shading units
  - 208 Texture Mapping units
  - 56 Compute Units, di cui 52 attive
    - Gestione hardware del ray tracing

  - 80 ROPs
  - Bus a 320 bit
  - Frequenza fissa a 1,825 GHz
  - Performance complessiva dichiarata: 12,155 TeraFLOPS
- Memoria
  - 16 GB RAM GDDR6
    - 10 GB GPU memory con larghezza di banda 320 bit @ 560GB/s
    - 6 GB memoria di sistema con larghezza di banda 320 bit @ 336GB/s, di cui 2.560 GB riservati al OS.
- Unità disco
  - Ultra HD Blu-ray
- Archiviazione interna
  - SSD NVMe Interno da 1 terabyte (802 GB di spazio libero), velocità in lettura: 2.4 GB/s (Raw), 4.8 GB/s (compressa, con hardware decompression block custom)

Test di esempio lettura State of Decay 2: 9 secondi su Xbox Series X; circa 60 secondi su Xbox One X. 
- Archiviazione esterna
  - Slot per SSD esterno con le medesime caratteristiche di quello interno ma con forma proprietaria prodotti da Seagate e Western Digital serie WD_BLACK con capicità da 500 GB, 1, 2 TB[19][20]
  - Supporto ad HDD esterno, richiede USB 3.0 con un minimo di 128 Gigabyte[21]
- Target Performance (In-game)
  - Risoluzione 4K a 60 fps oppure 1440p a 120 fps
  - Fino a 8K o 120 fps
- Dimensioni
  - Larghezza: 15,1 cm
  - Profondità: 15,1 cm
  - Altezza: 30,1 cm
  - Peso: 4,4 kg

### Xbox Series S
Di seguito l'elenco delle principali caratteristiche tecniche della console:
- CPU
  - 8x Core AMD Zen 2 @ 3,6 GHz (3,4 GHz con SMT)
- Graphics processing unit
  - AMD Radeon™ RDNA 2, 20 CU attive
  - Frequenza fissa a 1,565 GHz
  - Performance complessiva dichiarata: 4 TeraFLOPS
- Memoria
  - 10 GB RAM GDDR6
  - System Bandwidth: 8GB a 224GB/s e 2GB a 56GB/s
- Unità disco
  - Non presente, supporto per i soli titoli digitali
- Archiviazione
  - SSD NVMe Interno da 512 gigabyte, velocità in lettura: 2.4 GB/s (Raw), 4.8 GB/s (compressa, con hardware decompression block custom)
  - Slot per SSD e HDD esterni identici a Series X
- Target Performance (In-game)
  - 1080p e 60 fps
  - Fino a 4K upscalato o 120 fps
- Dimensioni versione [X] (S)
  - Larghezza: 6,5 cm
  - Profondità: 15,1 cm
  - Altezza: 27,5 cm
  - Peso: 1,94 kg

## Accoglienza e vendite
A fine luglio 2021, a circa sette mesi dal lancio mondiale, le due versioni hanno venduto complessivamente 5,82 milioni di unità. Questo ha portato l'Xbox Series X/S a essere la console Microsoft venduta più rapidamente nei primi sei mesi.
Nel mercato giapponese la coppia di console ha venduto poco meno di 84.000 unità al 9 settembre 2021; al 28 maggio 2023 la rivista Famitsū dichiara 438.599 console vendute in Giappone, eguagliando le vendite commerciali ottenute da Xbox e Xbox One.
A luglio 2023 Microsoft conferma che Series X/S ha venduto 21 milioni di console nel mondo.